# Metalobosia ducalis
Metalobosia ducalis là một loài bướm đêm thuộc phân họ Arctiinae, họ Erebidae.